# Kafr Shalaya
Kafr Shalaya (tiếng Ả Rập: كفر شلايا) là một ngôi làng Syria nằm ở Ariha Nahiyah ở huyện Ariha, Idlib. Theo Cục Thống kê Trung ương Syria (CBS), Kafr Shalaya có dân số 1459 trong cuộc điều tra dân số năm 2004.